# Michelle Courtens
Pour les articles homonymes, voir Courtens.
Michelle Courtens, mieux connue sous le nom de scène de Michelle (née le 3 août 1981 à Venray),  est une chanteuse et violoncelliste néerlandaise. Elle est la représentante des Pays-Bas au Concours Eurovision de la chanson 2001.

## Biographie
Elle découvre sa passion pour la musique à quatre ans. Elle apprend le violon à cet âge puis le violoncelle à sept ans.
En 1998, elle commence une formation de chant de musique légère au Conservatoire d'Amsterdam. Elle est diplômée avec distinction en 2003 en chant jazz et violoncelle puis complète sa maîtrise. Le 2 mars 2001, elle participe à la finale du Nationaal Songfestival, le concours de sélection, après avoir passé un premier tour. Elle interprète la chanson pop alternative Out on my own ; la chanson décrit le sentiment d'indépendance et de liberté de Michelle lorsqu'elle emménage dans son premier appartement à Amsterdam après avoir quitté la maison de ses parents. Elle remporte la finale avec 84 points (30 de plus que la deuxième). Elle reçoit le plus de points du public et du jury professionnel, respectivement 50 et 34. Malgré sa performance, assise et pieds nus, la chanson obtient 16 points et termine à la dix-huitième place sur vingt-trois participants. La conséquence est que, selon la réglementation en vigueur à l'époque, les Pays-Bas ne sont pas autorisés à participer au Concours Eurovision de la chanson 2002. En mars de la même année, Out On My Own avait atteint la neuvième place du Nederlandse Top 40 et la dixième place du Single Top 100, soit le meilleur classement pour une chanson néerlandaise pour l'Eurovision.
En 2002, la chanteuse tente de relancer sa carrière avec la sortie du single Coming Up Roses. Cependant, le single est à peine remarqué par le public. Michelle est diplômée avec distinction du Conservatoire d'Amsterdam en 2003 et est admise au programme de maîtrise.
Courtens écrit la chanson Boobs 'n Brains, thème de l'élection de Femme van het Jaar organisée en 2009 par la fondation FemFusion, qui distingue la lesbienne néerlandaise la plus influente.
Courtens joue dans les comédies musicales en néerlandais Chess et Waanzinnig gedroomd en 2014.
En tant que violoncelliste, elle accompagne des artistes tels que Jim Bakkum, Ellen ten Damme et Marlayne.
Elle est chanteuse et violoncelliste dans le groupe EinsteinBarbie. En 2018 et 2019, elle joue dans le groupe de Sjors van der 
Panne, où elle joue également de l'accordéon et de la guitare basse.

## Vie privée
Le 16 septembre 2006, elle épouse sa compagne Carlijn.